# Thy Light
Thy Light är en brasiliansk musikgrupp inom genren depressive suicidal black metal, bildad 2005. Gruppens låtar behandlar ämnen som sorg, depression och introspektion.

## Medlemmar
- Paolo Bruno (2005–)
- Alex Witchfinder (2005–)

## Diskografi
Studioalbum
- No Morrow Shall Dawn (2013)

Övrigt
- Suici.De.pression (2007; EP)
- Compendium (2017; samlingsalbum)
- Thy Light (2021; EP)